# Thoughts of a Predicate Felon
Thoughts of a Predicate Felon è il primo album in studio del rapper statunitense Tony Yayo (membro della G-Unit), pubblicato nel 2005.

## Tracce
1. Intro – 1:13
2. Homicide – 3:38
3. It Is What It Is (featuring Spider Loc) – 5:00
4. Tattle Teller – 4:16
5. So Seductive (featuring 50 Cent) – 3:30
6. Eastside Westside – 2:47
7. Drama Setter (featuring Eminem & Obie Trice) – 5:03
8. We Don't Give a Fuck (featuring 50 Cent, Lloyd Banks & Olivia) – 3:41
9. Pimpin' – 3:06
10. Curious (featuring Joe) – 3:23
11. I'm So High (featuring Kokane) – 3:24
12. Love My Style – 4:08
13. Project Princess (featuring Jagged Edge) – 3:49
14. G-Shit – 3:45
15. I Know You Don't Love Me (featuring G-Unit) – 3:55
16. Dear Suzie – 3:07
17. Live by the Gun – 2:57